# Direction interrégionale des services pénitentiaires de Rennes
La direction interrégionale des services pénitentiaires de Rennes est le service déconcentré de l'administration pénitentiaire française chargé de coordonner l'activité des établissements pénitentiaires et des services pénitentiaires d'insertion et de probation sur le territoire des régions Bretagne, Normandie et Pays-de-la-Loire. Elle est l'une des dix directions interrégionales des services pénitentiaires présentes sur le territoire métropolitain et ultramarin.

## Organisation
Les locaux du siège de la direction interrégionale des services pénitentiaires de Rennes sont situés au 18 Bis Rue de Châtillon à Rennes (Ille-et-Vilaine).
Le directeur interrégional des services pénitentiaires de Rennes est Pascal Vion (nommée le 1er octobre 2024). Son adjoint est Luc July.

## Ressort

### Établissements pénitentiaires
La direction interrégionale des services pénitentiaires est compétente pour coordonner l'activité des vingt-quatre établissements pénitentiaires situés dans son ressort :

#### Région Bretagne

##### Maisons d'arrêt
- Maison d'arrêt de Brest
- Maison d'arrêt de Saint-Brieuc

- Maison d'arrêt de Saint-Malo
- Maison d'arrêt de Vannes

##### Centres pénitentiaire
- Centre pénitentiaire de Lorient-Ploemeur
- Centre pénitentiaire de Rennes
- Centre pénitentiaire de Rennes-Vézin le Coquet

#### Région Normandie

##### Maisons d'arrêt
- Maison d'arrêt de Cherbourg
- Maison d'arrêt de Coutances
- Maison d'arrêt d'Evreux
- Maison d'arrêt de Rouen

##### Centres de détention
- Centre de détention d'Argentan
- Centre de détention de Val-de-Reuil

##### Centres pénitentiaire
- Centre pénitentiaire d'Alençon-Condé-sur-Sarthe
- Centre pénitentiaire de Caen
- Centre pénitentiaire de Caen-Ifs
- Centre pénitentiaire du Havre

#### Région Pays-de-la-Loire

##### Maisons d'arrêt
- Maison d'arrêt d'Angers
- Maison d'arrêt de Fontenay-le-Comte
- Maison d'arrêt de La Roche-sur-Yon
- Maison d'arrêt de Laval

##### Centres pénitentiaire
- Centre pénitentiaire du Mans-Les-Croisettes
- Centre pénitentiaire de Nantes

##### Établissements pénitentiaires pour mineurs
- Établissement Pénitentiaire spécialisé pour Mineurs d'Orvault

### Services pénitentiaires d'insertion et de probation

#### Sièges
La direction interrégionale des services pénitentiaires de Rennes est compétente pour coordonner l'activité de ses quatorze services pénitentiaires d'insertion et de probation dont les sièges départementaux sont situés à Angers, Argentan, Brest, Caen, Coutances, Évreux, Laval, La Roche-sur-Yon, Le Mans, Lorient, Nantes-Saint-Herblain, Rennes, Rouen, Saint-Brieuc.

#### Antennes ou résidences administratives
La direction interrégionale des services pénitentiaires de Rennes est également compétente pour coordonner l'activité des antennes ou résidences administratives des services pénitentiaires d'insertion et de probation situées à Alençon, Argentan, Avranches, Bernay, Brest, Caen, Cherbourg, Coutances, Dieppe, Évreux, Guingamp, La Roche-sur-Yon-Fontenay-le-Comte, Le Havre, Les Sables-d'Olonne, Lisieux, Lorient, Morlaix, Nantes, Quimper, Rennes, Rouen, Saint-Brieuc, Saint-Malo, Saint-Nazaire, Val-de-Reuil et Vannes.